# 3A busz (Salgótarján)
A salgótarjáni 3A jelzésű autóbusz a Helyi Autóbusz-állomás és a Sugár út között közlekedett.
A járatot 1976-ban vezették be először. Ekkor az Északi Forduló - Rákóczi út - BRG - Síküveggyár - Eperjes telep - Északi forduló útvonalon közlekedett. Párja a 3Y volt amely a 3A-val ellentétes útvonalon közlekedett.
A salgótarjáni tömegközlekedés 1997-es átszervezésekor az Északi fordulót átköltöztették az Állomás utca és a Rákóczi út sarkára (mai Helyi Autóbusz-állomás). A 3A és a 3Y ekkor megszűnt, helyüket a 63Y és 63A buszok vették át.
Másodszori bevezetésére 2007 környékén került sor, a 3Y busszal együtt, ekkor a megszűnt
63Y és 63A járatok helyét vette át. A 3A ekkor a Helyi Autóbusz-állomás - Csokonai út - Sugár út - Eperjes telep - Helyi Autóbusz-állomás míg a 3Y ezzel ellentétes útvonalon járt. Megszűnésük hamar bekövetkezett, ugyanis az év végén a két járat összevonásából létrehozott 3K járat vette át a helyét.

## Külső hivatkozások
1. ↑  Az útvonaldiagramban a megállók mai nevei szerepelnek